# 埃尔斯特罗夫 (萨拉尔布县)
埃尔斯特罗夫（法語：Erstroff，法語發音：[ɛʁstʁɔf]；洛林法兰克语：Erschtroff）是法国摩泽尔省的一个市镇，属于福尔巴克-布莱摩泽尔区。

## 地理
埃尔斯特罗夫（48°58'47"N, 6°46'33"E）面积5.05 平方千米，位于法国大東部大區摩泽尔省，该省份为法国东北部内陆省份，是洛林的一部分，西南接默尔特-摩泽尔省，东临下莱茵省，北与卢森堡和德国接壤。
与埃尔斯特罗夫接壤的市镇（或旧市镇、城区）包括：弗朗卡尔特罗夫、弗雷布斯、格罗唐坎。

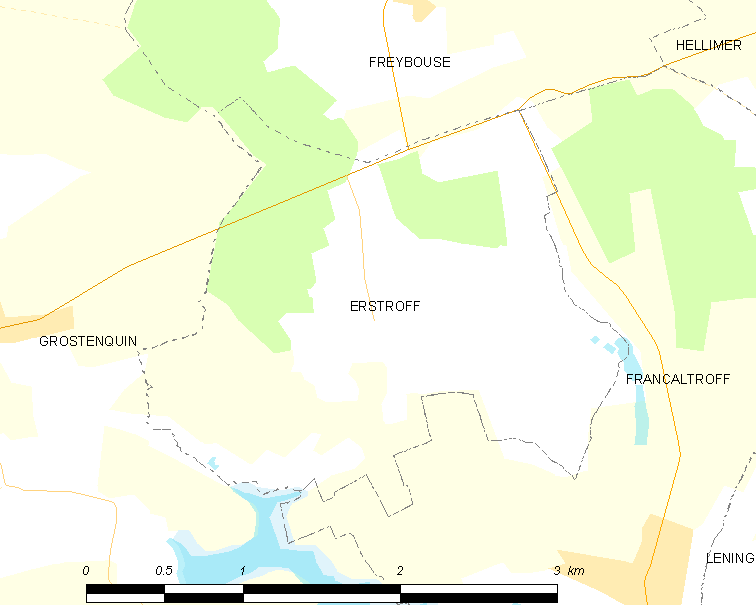
的OSM定位图

埃尔斯特罗夫的时区为UTC+01:00、UTC+02:00（夏令时）。

## 行政
埃尔斯特罗夫的邮政编码为57660，INSEE市镇编码为57198。

## 政治
埃尔斯特罗夫所属的省级选区为萨拉尔布县。

## 人口

1962-2008年间人口变化图示

埃尔斯特罗夫于2022年1月1日时的人口数量为189人。